# Кантиано
Кантиа̀но (на италиански: Cantiano) е село и община в Централна Италия, провинция Пезаро и Урбино, регион Марке. Разположено е на 360 m надморска височина. Населението на общината е 2420 души (към 2010 г.).